# Левчук Маргарита Олександрівна
Маргарита Олександрівна Левчук (нар. 16 квітня 1990, с. Страдзеч, Брестський район, Білорусь) — білоруська оперна співачка (сопрано).

## Життєпис
Закінчила музичне училище, Брестський державний музичний коледж, Білоруську державну академію музики. Брала участь у кількох міжнародних конкурсах, фіналістка телевізійного конкурсу «Велика опера» (РФ, 2017).
Солістка Музичного дому «Класика» та колишнього Великого театру опери та балету (Білорусь). Виконала партію Віолетти в «Травіаті» (Мінськ, Львів) та інші.
Брала участь у виборчій кампанії Світлани Тихоновської на виборах президента Білорусі в 2020 році. Відповідальний за збереження культури та національної спадщини в Народному антикризовому управлінні. Через переслідування в Білорусі, які почалися під час її туру в Литві, вона була змушена залишитися там із середини осені 2020 року.
У червні 2021 року Генеральна прокуратура Білорусі повідомила про порушення кримінальної справи проти Левчук. У лютому 2022 року Левчук повідомила, що її оголосили у розшук. 24 червня 2024 року стало відомо, що Брестський обласний суд заочно засудив Левчук до кількох років позбавлення волі та штрафу.
У квітні 2022 року Маргарита Левчук та Андрій Павук на знак солідарності з Україною заспівали піснеславень УСС «Ой у лузі червона калина». У 2023 році Левчук приєдналася до «Культурного десанту», який організовує концерти для українських бійців на фронті.